# 小島慶三
小島 慶三（こじま　けいぞう、1917年（大正6年）3月11日 - 2008年（平成20年）8月30日）は、日本のエコノミスト、思想家、教育者、実業家、官僚、政治家、俳人。元参議院議員（1期）。衝鋒隊副隊長・鈴木蠖之進（永井蠖伸斎）の子孫である。

## 人物
埼玉県生まれ。東京商科大学（現・一橋大学）1940年（昭和15年）卒業。企画院、商工省、通商産業省大臣官房審議官を経て、日本銀行政策委員。通産省同期にあたる人物として、熊谷典文、吉國一郎、国井真（防衛庁装備局長）、新井真一（通産省繊維局長、日本万国博覧会事務総長）など。
退官後、日本精工代表取締役専務、芙蓉石油開発（株）代表取締役社長。この間、経済審議会臨時委員、産業構造審議会委員。その後、日本立地センター理事長、日本テクノマート理事長　上智大学、一橋大学、成蹊大学、名古屋大学講師、経済同友会幹事、社会経済生産性本部理事、近代化研究所所長、参議院議員。ヒューマノミックス研究会主宰、全国小島塾主宰、以上を歴任。叙勲従四位勲三等瑞宝章。

## 経歴
- 1917年（大正6年）3月11日 - 埼玉県羽生市生まれ。
- 1934年（昭和9年） - 東京商科大学（現・一橋大学）予科入学。
ボート部で活躍。その後はスキー、ゴルフなど発展期のスポーツの体験に興味をしめした。
- 1940年（昭和15年） - 東京商科大学卒業。卒業論文『本邦農村協同組合史論』。同年 企画院入省。
勤務の傍ら法政大学非常勤講師（農業政策）。
- 1942年（昭和17年） - 大蔵省出向。翌年 軍需省発足。同省総動員局総務部勤務｡
- 1947年（昭和22年） - 商工省（後に通商産業省、現経済産業省）大臣官房企画室勤務。
緊急生産対策、物資需給調整、軍需工場の民需転換などに従事｡
- 1949年（昭和24年） - 石炭庁国家管理準備室勤務｡
- 1950年（昭和25年） - 物価庁機械金属課長。公益事業委員会監理課長兼調査課長。
電気事業再編成、電源開発に従事｡
- 1953年（昭和28年） - 通産省大臣官房調査課長。
産業構造､産業動向調査に従事。
- 1955年（昭和30年） - 重工業局鉄鋼業課長兼製鉄課長。
- 1957年（昭和32年） - 経済企画庁調整局調整課長。
- 1959年（昭和34年） - 通産省石炭局炭政課長。
- 1961年（昭和36年） - 公益事業局経理参事官等。
戦後の通産省・経済企画庁、炭鉱争議の対応や電力再編成など日本の産業復興主要業務に従事。
- 1962年（昭和37年） - 日銀政策委員（経済企画庁代表）。
業務の傍ら経済学にも造詣を深め、多くの大学の非常勤講師なども務める。
- 1963年（昭和38年） - 通商産業省大臣官房審議官にて退官。日本精工株式会社に入社。
取締役企画部長として海外の営業活動に尽力。
- 1970年（昭和45年） - 専務取締役就任。
- 1974年（昭和49年） - 日本精工株式会社から芙蓉石油開発株式会社に派遣され、副社長に就任。
- 1978年（昭和53年） - 芙蓉石油開発㈱代表取締役社長に就任（1984年まで）。
この間、経済同友会役員として理論的、政策的な活動に参加。こうした経済活動の中で、農業問題に深い関心を持ち、特に日本の｢水田｣の持つ多様な役割と重要性を訴えた。「小島塾」を主宰し、東京をはじめ全国各地で勉強会を開く。上智大学、成蹊大学、名古屋大学、一橋大学の講師として後進の指導に当る。「近代化研究所」を設け日本の近代化の基礎が江戸時代に築かれていることの研究を進め、｢人間の顔を持った経済学｣を説き『人間復興の経済学』を出版。
- 1981年（昭和56年）  - 同志を糾合し「ヒューマノミックス研究会」を設立。
- 1984年（昭和59年）  - 経済界から転じて、（財）日本立地センター理事長に就任。
地域振興、農業振興、環境問題の重要性を説き、全国各地を訪れ、地域の取組みに参画、指導に当たる。この間（財）日本テクノマート理事長を兼務。母校の（財）東京商科大学奨学財団の理事長。E・F・シューマッハーの『混迷の時代を超えて』、『スモール・イズ・ビューティフル』を翻訳。
- 1992年（平成4年） - 細川護煕の日本新党に参加。第16回参議院議員通常選挙に比例区6位で立候補。同党が比例区で獲得したのは4議席だったため落選。
- 1993年（平成5年） - 細川、小池百合子が第40回衆議院議員総選挙に立候補し失職。前年の参院選比例区5位の松崎哲久は日本新党から除名されていたため、6位の小島と7位の円より子が7月16日に参議院議員に繰り上げ当選した[3]。
参議院を1期5年間務め、国政の場でヒューマノミックスを旗印に、政治・経済・社会の改革、日本農業の自立や地方分権の推進を主張した。
- 1994年（平成6年） - 参議院院内会派「新緑風会」に参加。
「新緑風会」を命名。
- 1995年（平成7年） - 田村公平、江本孟紀らと自由連合に入党。後に代表を務める。
- 1996年（平成8年） - 新緑風会に復帰。
- 1998年（平成10年） - 任期満了をもって引退。最終会派は民主党・新緑風会。
- 2008年（平成20年）8月30日 - 心筋梗塞のため死去。91歳没[1]。

## 思想
エコノミストとして、高度成長の時代から、イギリスの経済学者、思想家 E・F・シューマッハーの『スモール　イズ　ビューティフル』の紹介者として、近代的経済の限界を指摘、それに代わる経済学、ヒューマノミックスを提唱。農業と環境の重要性を訴える。文明の衰亡の原因は1.「自然環境の破壊」、2.「社会システムの機能不全」、3.「モラルと内的意欲の喪失」と指摘、現代社会はこの3つが同時に進行しているとする。それに対して、「人間復興の経済」、「ヒューマノミックス」、「モラルの再生」を提唱する。経済のみならず、文明の諸側面を総合的、哲学的に考察する一方、シューマッハーと同じように、実際家（政策立案者、国会議員）としての側面を持ち、地域共同体レベルから国政レベルに至るまで、全国津々浦々で活発に啓蒙、提言を行ない、多くの実践家（農家、実業家、公務員、政治家など）を育て、あるいは影響を与える。環境問題研究家、レスター・ブラウンの国内での紹介にも努めた。代表作は、『文明としての農業』、『「農」に還る』、『農業が輝く』、『人間復興の経済学』など。著作は87冊を数える。

## 教育、啓蒙活動
1968年（昭和43年）から2006年（平成18年）まで、小島塾（後期数年間は小島志塾と改名した）を主宰、東京小島塾では毎月、各界より識者を招き講演、討論会を開催、毎年1回、全国レベルで研修会を開き、「人間を中心とした経済学」（ヒューマノミックス）の可能性、農業、環境問題、モラルなど日本が直面する諸問題を、実践的、および哲学的視野の両面から研究を行なった。研究結果を実践に移し、政治、経済界に影響を及ぼす。熊本、鳥取、岡山、神奈川、岩手、北海道など、全国の各地域の地域振興への影響が顕著で、1996年には旭川における小島塾全国大会における議論から、メンバーらが中心となり北海道国際航空（Air Do）の設立に至った。経済、農業、学界、政界などに人材を輩出する。小島志塾は小島の高齢化に伴い2006年に活動を停止。現在はそれを引き継ぎ、小島志塾のメンバーによって小島志ネット（KJKネット）が運営され、小島の考えを継承、発展させ、哲学的な議論をベースにして、農業問題、環境問題、健康問題、教育問題や地域振興等々、激変する諸問題への対応策を提案、地域共同体レベルから国政レベルにわたる官界および民間の双方で活動を行っている。

### 小島塾の主な人物
- 実業界
酒井邦恭（分社を提唱する太陽工業（東京都品川区西五反田）社主）
秋元征紘（ゲラン元会長）
柳平彬（グループダイナミックス研究所所長）
加藤春一（テスコプレミアム・サーチ（株）代表取締役会長）
- 報道界
最首公司（中日新聞編集委員、日本アラブ協会理事）
磯浦康二（元NHKチーフアナウンサー）
- 学界
山本克郎（旭川大学教授）

## 著書

### 論文
- 小島慶三 著作集（全16巻 既刊第8巻迄） 近代化研究所（私家版）
  1. 米英の戦後世界経営案につき
  2. 日独の金融構造
  3. 東亜農業論序説
  4. 貨幣為替制度及び政策の研究
  5. 本邦農村協同組合論
  6. 戦後経済危機と再編成
  7. エネルギー自立のために
  8. 新中産階級論
  9. 経済政策
  10. 資源論
  11. 産業構造論
  12. 日本産業論
  13. 未来論
  14. 新農業論
  15. 環境立地論
  16. 続らんる集（和歌と俳句）

### 単著
- 『炭鉱の国家管理－臨時石炭国家管理法解説』（1948年）
- 『日本経済と経済政策』（通商産業研究社 - 1957年）
- 『新産業とマネジメント　（経済往来社 - 1957年）
- 『日本経済の再発見』 （重工業出版社 - 1962年）ASIN B000JAJV8S
- 『北武戊辰・小島楓處・永井蝮伸斎伝』（1974年）
- 『人間復興の経済学 - ヒューマノミックスの世紀』（PHP研究所 - 1981年）ISBN 9784569206592
- 『日本からの黒船 - 国際化のグランド・デザイン』（経済往来社 1983年1月）
- 『ヒューマノミックスの世界』（経済往来社　1983年4月）ISBN 978-4-7666-3307-8
- 『日本からの黒船－国際化のグランド・デザイン』（経済往来社 - 1983年）
- 『江戸の産業ルネッサンス - 近代化の源泉をさぐる』（中公新書 - 1989年4月）ISBN 9784121009210
- 『文明としての農業 - 生命産業コンプレックスの提唱』（ダイヤモンド社 - 1990年3月）ISBN 4-478-93007-4
- 『新くにづくり対談 （第1集） - 今後の地域活性化ビジョンを知事にきく』（ぎょうせい - 1990年3月）ISBN 9784324020333
- 『新くにづくり対談 （第2集） - 今後の地域活性化ビジョンを知事にきく』（ぎょうせい - 1990年6月）ISBN 9784324020340
- 『「農」に還る時代 - いま日本が選択すべき道』（ダイヤモンド社- 1992年2月）
- 『江戸から東京へ - 遷都と集中』（めいけい出版 - 1992年5月）ISBN 4-943950-09-4
- 『昭和から平成へ - 五冠王の悩み』（めいけい出版 - 1992年8月）ISBN 4-943950-10-8
- 『動乱の世界にどう生き残るか』（めいけい出版1992年8月) ISBN 4-943950-08-6
- 『人間復興の時代－ヒューマノミックスが日本を救う』（銀座出版社 - 1992年）
- 『農業が輝く - "新しい社会"の創造』（ダイヤモンド社 - 1994年12月）ISBN 4-478-93014-7
- 『戊辰戦争から西南戦争へ - 明治維新を考える』（中公新書 - 1996年8月）ISBN 9784121013163
- 『水はいのち - 新しい文明の創造と貢献』（めいけい出版 - 1996年10月）ISBN 9784943950189
- 『ふらぐめんて』（私家版 - 2002年）

### 共著
- 『鐵 - 世界的位置に立つ日本鉄鋼業』（共著）（鉄鋼と金属社 - 1955年）
- 『文化としてのたんぼ - 日本列島たんぼ讃々』小島慶三、黄倉良二、公文淳次郎、山本克郎 (ダイヤモンド社 - 1996年6月) ISBN 4-478-93020-1

### 翻訳
- 『混迷の時代を超えて－人間復興の哲学』E.F　シューマッハー著共訳（祐学社 - 1985年）
- 『スモール イズ ビューティフル - 人間中心の経済学』 E.F. シューマッハー、訳：小島慶三、酒井懋 (講談社学術文庫 - 1986年4月) ISBN 9784061587304
- 『飢餓の世紀 - 食糧不足と人口爆発が世界を襲う』 レスター・R・ブラウン（Lester R. Brown）、ハルケイン（Hal Kane）著、共訳 （ダイヤモンド社 - 1995年5月）ISBN 4-478-87042-X